# Nepalmatoiulus crassus
Nepalmatoiulus crassus är en mångfotingart som först beskrevs av Carl Graf Attems 1938.  Nepalmatoiulus crassus ingår i släktet Nepalmatoiulus och familjen kejsardubbelfotingar. Inga underarter finns listade i Catalogue of Life.